# Virální marketing
Virální marketing je marketingová technika, která pro šíření komerčního sdělení využívá sociálních sítí. Je to plánovaná aktivita, která svojí povahou motivuje příjemce k roli šiřitele.
Principy virálního marketingu umožňují oslovit velké množství potenciálních spotřebitelů za relativně nízkých mediálních nákladů. To však je vykoupeno nejen vysokými nároky na realizaci s poměrně nejistým výsledkem, ale i nutností komplexní změny nahlížení na proces komunikace.
Pouze ve velmi malém procentu případů může virální marketing fungovat jako samostatný nástroj. Nejúčinnější je v kombinaci s dalšími nástroji komunikačního mixu, se kterými se může vhodně doplňovat, dále je rozvíjet a podporovat.
Správným výběrem šiřitelů lze virální marketing využít jako komunikační nástroj pro většinu typů společností. Vhodnost jeho využití je determinována spíše počátečním kreativním vstupem, obsahem sdělení a jeho významem pro uživatele než konkrétní značkou.

## Složky virálního marketingu
Pro vyvolání virálního šíření jsou klíčové tři základní komponenty: obsah sdělení, body šíření a šiřitelé.

### Obsah sdělení
Obsahem sdělení může být prakticky cokoliv, co je možné nějakým způsobem poslat nebo předat dál. Aby k virálnímu šíření skutečně docházelo, je však nezbytné, aby obsah sdělení splnil hned několik kritérií – např. aby byl snadno přenositelný a měl i potřebnou sílu, zkrátka, sdělení musí vyvolávat buzz – musí být natolik zajímavé, hodnotné, humorné nebo šokující, že si o něm lidé budou chtít povídat a předávat si ho mezi sebou. Virálně se tak mohou šířit odkazy na webové stránky, vtipné e-maily a videa, nahrávky hovorů z call center, powerpointové prezentace, dokumenty, multimediální zprávy, části kódu (widgety), ale dokonce i fyzické předměty, pokud splní určité podmínky potřebné pro jejich přenos.

### Body šíření
Další nezbytnou komponentou jsou body šíření – tedy body navštěvované takovými lidmi, kteří by o daný obsah mohli mít zájem. Volba adekvátních bodů šíření i jejich množství značně zvyšují šance vzniku virálního šíření. Jako body primárního šíření mohou sloužit prakticky všechna myslitelná média, nejčastěji jsou však pro šíření využívána média sociální – tzn. online aplikace, platformy či média, která mají za cíl interakci uživatelů, jejich spolupráci a sdílení obsahu. Do této skupiny patří blogy, mikroblogy, komunitní weby, chaty, diskuzní fóra, sdílení obrázků a videoobsahu, atd.

### Šiřitelé
Šiřitelé jsou nejdůležitější složkou virálního šíření - jsou hlavními hybateli. Pouze v případě, že sdělení přijmou za své a začnou jej aktivně šířit, sdílet a diskutovat o něm uvnitř sociální sítě, dojde k virálnímu šíření. Důvody, proč si sdělení lidé mezi sebou navzájem šíří a věnují mu svůj čas a pozornost, se mohou různit. Mezi ty nejčastější patří emocionální nebo věcný přínos, potvrzení sociálního statusu, nebo i jen pouhá potřeba komunikovat a udržovat si tak sociální vazby.
Odměna nebo přínos pro uživatele může být tedy v zásadě trojího typu:
- emocionální (zábava),
- sociální (prestiž),
- věcná (opravdová hodnota).